# Xã Keene, Michigan
Xã Keene (tiếng Anh: Keene Township) là một xã thuộc quận Ionia, tiểu bang Michigan, Hoa Kỳ. Năm 2010, dân số của xã này là 1.831 người.